# Miss Match
Pour les articles homonymes, voir mismatch.
Miss Match est une série télévisée américaine en 18 épisodes de 43 minutes, créée par Darren Star et Jeff Rake et dont seulement onze épisodes ont été diffusés entre le 26 septembre et le 15 décembre 2003 sur le réseau NBC.
Au Québec, la série a été diffusée à partir du 4 septembre 2004 à Séries+, et en France entre le 12 février et le 9 avril 2005 sur Téva.

## Synopsis
Kate Fox est une jeune et talentueuse avocate qui travaille dans le prestigieux cabinet de son père, et qui a pour passe-temps favori de jouer les entremetteuses. Pour autant, sa propre vie sentimentale n'est pas au beau fixe…

## Distribution

### Acteurs principaux
- Alicia Silverstone (VF : Céline Mauge) : Kate Fox
- Ryan O'Neal (VF : Hervé Jolly) : Jerry Fox
- Lake Bell (VF : Véronique Picciotto) : Victoria
- David Conrad (VF : Rémi Bichet) : Michael Mendelson
- Jodi Long (VF : Stéphanie Hédin) : Claire
- James Roday (VF : Damien Boisseau) : Nick Paine

### Acteurs secondaires
- Dina Meyer (VF : Laura Blanc) : Lauren Logan (8 épisodes)
- Nathan Fillion (VF : Jean-Pierre Michaël) : Adam Logan (6 épisodes)
- Dave Baez : Ramon Vasquez (5 épisodes)
- Anne Betancourt : Judge Hernandez (5 épisodes)
- Charisma Carpenter (VF : Malvina Germain) : Serena Lockner (4 épisodes)
- Katherine LaNasa : Amy Jensen (4 épisodes)
- Daniel Dae Kim : Clifford Kim (4 épisodes)
- Tom Kemp : Judge Grayson (4 épisodes)
- JoBeth Williams (VF : Martine Irzenski) : Liane (3 épisodes)

 Source et légende : version française (VF) sur RS Doublage

## Épisodes
1. L'Entremetteuse (Pilot)
2. La Zizanie (Who's Your Daddy?)
3. Sexy nounou (Something Nervy)
4. La Pierre de la parole (Kate in Ex-Tasy)
5. Le Prix de l'amour (I Got You, Babe)
6. Amoureux anonymes (Addicted to Love)
7. Un dîner en famille (Jive Turkey)
8. L'Escroc de l'amour (The Love Bandit)
9. Rendez-vous impossible (Bad Judgment)
10. Un bébé pour Noël (Santa, Baby)
11. Au plaisir des astres (Who's Sari Now?)
12. Titre français inconnu (All in the Family)
13. Problèmes de communication (Miss Communication)
14. Des bleus au cœur (The Price of Love)
15. Toute vérité n'est pas bonne à dire (Divorce Happens)
16. Trahison (Forgive and Forget)
17. Désespérément romantique (Back to School)
18. Marieuse et fière de l'être (Matchmaker Matchmaker)

## Commentaires
Produite par Darren Star (le producteur de Sex and the City), la Twentieth Century Fox, Darren Star Production et Imagine Entertainment, cette série, qui signait le grand retour d'Alicia Silverstone, n'a pas recueilli le succès escompté. Malgré avoir commandé quatre épisodes supplémentaires en décembre, NBC a arrêté sa diffusion après seulement onze épisodes.